# Щербиновка
Щерби́новка (рос. Щербиновка) — присілок у складі Яйського округу Кемеровської області, Росія.

## Населення
Населення — 294 особи (2010; 355 у 2002).
Національний склад (станом на 2002 рік):
- росіяни — 91 %